# Tian Xiuchen
Dans ce nom, le nom de famille, Tian, précède le nom personnel.
Tian Xiuchen (chinois : 田秀臣 ; pinyin : tián xiùchén ; 1917-1984) appartient à la 2e génération de Taichi chuan du style Chen de Pékin.

## Biographie
Né dans le xian de Wan (完縣, aujourd'hui Xian de Shunping), province du Hebei, alors sous la République de Chine (1912-1949), durant son enfance, il étudie le Shaolin quan et les armes. À l'adolescence, il a également étudié le xingyi quan avec le professeur Tang Fengting.
En 1941, il commence à étudier le taichi chuan de style Chen avec son enseignant, Chen Fake, dont il deviendra représentant de la 10e génération, avec qui il passe plus de 15 ans à apprendre. En fait, il était son disciple le plus remarquable et le seul qu'il autorisât dans la vie à enseigner le Taichi de son style.
En 1947, coïncidant avec le soixantième anniversaire de Chen Fake, il prit Tian Xiuchen comme disciple (tudi), devenant ainsi la 18e génération du style Chen et la 2e génération du style Chen de Pékin.
Il continue sa carrière sous la République populaire de Chine.
Ses mouvements étaient caractérisés par une similitude caractéristique avec les mouvements de son professeur : Naturel et puissant, travaillant à la fois entre le doux et le dur ; Plus larges que ceux de Laojia, les mouvements de Xinjia contenaient des spirales et une intégration extraordinaire entre l'intérieur et l'extérieur. Il est donc dit que le taichi chuan de Tian Xiuchen était plus proche du taichi chuan des dernières années de Chen Fake (c'est-à-dire Xinjia), avec une technique très belle et puissante. En tant qu’héritier d’une noble tradition culturelle, on pouvait voir dans ses mouvements une excellente expression des principes du style Chen de Pékin. Il était également connu dans le monde des arts martiaux chinois, entre autres choses, pour son incroyable capacité à neutraliser (hua fa).
Tian Xiuchen était l'un des enseignants les plus importants qui ont propagé le taichi chuan de style Chen à Beijing. Il a consacré toute sa vie et sa carrière au taichi et l'a introduit dans les universités, ce qui a permis à cet art d'avoir une approche plus culturelle et scientifique.
En 1977, il a été invité par l'institut d'arts martiaux de l'université des sports de Pékin (北京体育学院武術教研室) pour y enseigner entre autres à Kan Guixiang (闞桂香/阚桂香) et au Dr. Li Yongchang. Il y est photographié et filmé en train d'interpréter Yi lu (一路, yīlù, « Toute la route », c'est-à-dire, l'ensemble des enchaînements), dans l'intention de laisser du matériel visuel au taichi chuan, afin que les prochaines générations puissent en profiter et apprendre. Ce fut l'un des premiers enregistrements d'un maître d'arts martiaux exécutant une forme.
Il a également comme disciple, Li Jianwei (李建伟).
En 1982, il participe à la réunion de travail nationale sur les arts martiaux (全國武術工作会议/全国武術工作会议).
Il meurt de maladie en 1984.

## Œuvres
- (zh) 田秀臣 et 阚桂香, 陈式简化太极拳, 人民体育出版社,‎ 1982, 71 p.